# 早期地震警報システム
早期地震警報システム（そうきじしんけいほうシステム）とは、鉄道用の早期警戒型の地震警報システムである。

## 概要

### 新幹線用システム
P波（初期微動）地震計を日本の沿岸、鉄道沿線および主要内陸部に設置し、大きな地震となるべきP波を検知した場合に自動的に警報動作をし、鉄道の列車を停止させるシステムである。
コンセプトは国鉄鉄道技術研究所時代に開発が始まったユレダス（早期地震検知警報システム、地震動早期検知警報システム、英語: Urgent Earthquake Detection and Alarm System）と同様であるが、種々の改良、高度化がなされている。（「ユレダス#略歴」も参照）
なお、新幹線用地震計の主要地震計の一部は、緊急地震速報の主要地震計と同様のものを使用している。緊急地震速報自体も、ユレダスシステムからヒントを得て高度化したものであり、ユレダスからの発展的統合と言える。
現在、日本国内の新在直通路線を除く新幹線路線全線において施行されている。
- 早期地震検知システム・JR北海道
  - 沿線8、遠方9[8]
- 早期地震検知システム (EQAS)・JR東日本
  - 沿線85、遠方50
- 東海道新幹線地震警報システム (TERRA-S)・JR東海
  - 沿線50、遠方21
- 早期地震検知警報システム・JR西日本
  - 沿線59、遠方14
- 対震列車防護システム・JR九州
  - 沿線12、遠方6

（数字はそれぞれ、沿線=沿線地震計（後述）、遠方=沿岸・内陸地震計（後述）の設置数）
各社とも名称は異なるが、特に新幹線部分に関しては機能は概ね同様である。

### 在来線用システム
後述する（「#在来線地震警報システム」）。

## 地震検知の仕組み

### 地震諸元のリアルタイム推定
沿岸、沿線および主要内陸部に設置される早期警報用地震計は、P波を検知すると、最初の数秒間の地震波型により、震源までの距離、震源の方位を求め、それからマグニチュードを数式的に計算する。これにより震央の位置と震源の深さを推定できる。ここまではユレダスのシステムとほぼ同様である。ユレダス自体が新幹線の地震防護を想定して開発されたものであり、もっとも初期型のものはP波検知後3秒間で地震諸元を決定、警報を出していた。ユレダスは当初1989年に東海道新幹線で設置を開始、以降、阪神・淡路大震災などを受けて新幹線の他の路線への展開や、改良型コンパクトユレダスの採用などがされていった。
警報基準には、個々の地震計が監視する地震波の振幅と、単独あるいは複数の地震計が算出した地震の規模から推定される揺れの2通りがある。前者は、自システムの沿線・遠方地震計および外部の海底地震計のデータを監視し、P波およびS波の振幅が、過去の経験から被害が発生すると考えられる値から安全を考慮してやや小さめに設定された基準値を超過したときに、周辺の区間に警報を出す。ただし、沿線地震計のP波は列車通過の振動などのノイズに耐えるよう、P波初期波形から後続のS波の振幅を推定して処理する手法が採られている。後者は自システムの遠方地震計と緊急地震速報のデータから震源の位置や規模を導き、基準値を超過すると予想される区間に警報を出す。
2006年 - 2007年のシステム更新では、単体のユレダス・コンパクトユレダスからの置き換えが行われた。P波検知後最短2秒間で地震諸元を決定できる地震計に更新され、M8クラス以上の巨大地震において断層の破壊時間が長時間掛かるためにマグニチュードの推定誤差が大きくなる（結果として被害判定に遅れが出る）問題を改善した。
2018年からのシステム更新では、P波検知後最短1秒間で地震諸元を決定し警報判定が出来るよう改良が行われた。これにより、地震後に確定する気象庁発表震源と、個々の地震計が警報制御に用いる推定震源との間の誤差（正解率、空振り率と呼称）が縮小されるとしている。
まず計測されたP波地震波形（時間変化t）の振幅包絡線から震央までの距離⊿を算出する。現行では「C-⊿法」を用いる。震央距離はP波開始からの初動0.5秒間から算出。
```
y(t)=Ct
```

同時に、加速度波形を二回積分することにより得られた変位波形を主成分分析し、震央方位を求める。現行式では変位波形の半波長分にあたる可変長・平均0.58秒程度の値から算出できるとされ、従前の約半分の時間に短縮している。
次に、初動最大振幅AからマグニチュードMを推定する。変位振幅と加速度振幅それぞれにおいて次式から算出し、大きなほうの値を採用する。初動のみならず、送られてくる波形が更新される度に繰り返し算出処理を行う。
```
M = Pm1・log
10
A + Pm2・log
10
∆ + Pm3 + Pm4・∆
```

初期には複数の地震計それぞれのデータからそれぞれ震源・規模を推定していたが、誤警報を低減するため、緊急地震速報におけるIPF法に類似した「統合検知点処理」によって多数の地震計のデータを統合する手法が採られている。

### 地震諸元に基づく運転制御
地震諸元（震央の位置、マグニチュードなど）が求められると、それにより地震被害が発生する想定範囲を求める事が可能となり、直ちに列車を停止させるべき範囲を特定することができる。
以下は早期地震警報システムのうち新幹線システムにおける制御方法について記載する。

#### 可変範囲制御
推定マグニチュードMと、震央の位置からの距離⊿の関係は次式で表され、この⊿が震央からの被害想定範囲の限界距離となる。（「M-⊿法」）
```
log⊿ = 0.51M - 1.5
```

#### 固定範囲制御
ここまではP波の波形により地震諸元をリアルタイム推定するものであったが、これとは独立した指標として、S波（地震主要動）のデータも制御に使用している。
新幹線システムの新地震計はすべて、P波のほかS波（地震主要動）検出機能も備えており、最大加速度（ガル）、SI値（スペクトル強度）、計測震度を測定可能である。
これらの主要地震動指標が規定値を超えた場合には、即時に検知点周辺の予め規定された沿線検知点（変電所）が制御対象となる。

## システム

### 実際の制御とネットワーク化
新幹線システムにおいては、鉄道沿線の地震計（沿線検知点）が運転制御に主要な役割を果たす。沿線検知点は通常、沿線の変電所ごとに設置されており、沿線検知点が、可変範囲制御に基づき被害想定範囲に掛かると判断され、または固定範囲制御に基づきS波諸元の規定値超過から制御対象となる場合には、即時に該当変電所の電力供給を停止する。
さらに、沿岸、内陸にも新地震計（前述）を設置し、これらと沿線検知点とを通信回線および中継サーバーにより相互接続しているため、ある位置の地震計において計測された地震諸元およびS波規定値超過情報は、各地点への地震波（P波、S波）の到達を待たずに、即時に他の検知点に伝達され、制御に利用される。このような自律分散型制御により、実際の地震発生直後の高速な運転制御を可能としている。
制御対象の変電所の電力供給が遮断され、該当する饋電区間の饋電が停止すると、当該区間を走行中の全ての新幹線列車は、即時に非常ブレーキが掛かるようになっている。
なお、「ユレダス」利用時における運転制御においては、沿線検知点において「M-⊿法」により被害想定範囲（後述）に掛かると判断された場合には、即時に該当変電所の電力供給を停止していたと言う点においては、本システムと同様である。
東海道新幹線の例では、中継サーバーなどは離れた場所に複数設けてどれか1つが被災しても運用できるよう冗長化されている。通信もバックアップに衛星回線が確保されており、電源も無停電電源装置が搭載されている。

### 緊急地震速報、在来線地震警報システム等との接続
この新幹線システムの運転制御ネットワークは、気象庁が発報する緊急地震速報との接続も行われている。緊急地震速報からの地震諸元情報を運転制御ネットワークに配信し、運転制御に利用している。
また、新幹線システムおよび緊急地震速報からの諸元情報は、JR東日本の在来線地震警報システム（PreDAS）にも配信されている（後述）。JR東日本における在来線システムの早期警報化（上位システムとの相互接続）は、2007年に首都圏、2009年度にJR東日本管内にて実施。早期警報化により「在来線早期地震警報システム」と称するようになった。JR東海においても東海道新幹線地震警報システム (TERRA-S)からの情報を活用し在来線運転士に警報を出すシステムを導入している。（JR北海道、JR西日本の在来線システムについては不詳）
JR西日本の新幹線システム（山陽新幹線）は、2019年春に防災科研のDONETと接続し検知時間短縮を図る予定（なお、緊急地震速報はDONETを含む津波・地震観測網と接続済）。

### 在来線地震警報システム
在来線地震警報システムは、JR旅客鉄道各社が設置する地震警戒システム。JR内部では「防災情報システム」の一部を構成する。
- ARISS（アリス）・JR北海道
- PreDAS（プレダス）・JR東日本
- 地震情報早期伝達システム・JR東海[注 8][15]
- 地震情報早期伝達システム・JR西日本[注 9][16]

この在来線システムにおいては、S波（主要動）地震計を、在来線地震計として域内に設置しており、地震発生により規定値を超えると、警報制御装置が自動的に警報対象範囲を判断、即時に対象エリアの列車無線を通して一斉に音声で地震発生、緊急停止の旨を発報する。発報を受けた運転士は非常ブレーキを掛けるようになっている。
ほか、東京メトロは地震検知型列車防護にFREQL(フレックル)を使用している。

## 歴史

### S波検知の時代
日本の鉄道における地震検知の歴史は1960年代初めに遡る。1953年開発のSMAC型強震計を応用して、路線沿線に設置して大きな揺れを検知する機械式地震検知器（警報感震器）を開発、このころ国鉄の在来線で使用が始まった。従来運転士自身の体感や駅員からの連絡を以って判断していたものを補うシステムとして導入され、ブザー鳴動とランプ点灯で駅員などを介して運転士に知らせる形式だった。また検知器も振り子式で固定の記録板と可動のペンを用い、設定したしきい値を超えてペンが振れると警報接点が作動するというアナログなもので、精度にはやや難があった。
1964年開業の東海道新幹線では設計時から警報感震器導入が計画されたが、開業目前に発生した新潟地震や開業後1965年4月の静岡県中部の地震を受けて設計を変更、感震器の検知後人手を介さずに自動的に約20kmの区間ごとに給電を停止して非常ブレーキがかかる対震列車防護装置を1965年までに導入した。東海道新幹線・山陽新幹線で採用されたこのシステムでは倒立振り子式感震器を用い、その後この応用で地震動を3段階で検知できる倒立振り子式感震器が在来線に導入されていった。1982年開業の東北新幹線では、最大加速度の観測値を指令所などに表示する電気式の表示用地震計を採用した。一方、感震器の作動状況と体感とのずれが問題視され、地震計のばらばらな応答特性を統一する必要性が生じたことから、1980年代前半に地震計機能を強化した地震警報記録装置 (NEWS)が開発、新幹線や在来線に導入されていった。東海道は1985年、山陽は1987年からそれぞれ新幹線用に機能を強化したNEWS改が導入された。
これら沿線に地震計を設置する方式は、小地震が地震計の近傍で発生したときに局所的に大きな加速度を観測して作動してしまう欠点があり、被害のない地震でも列車運行が乱れる事例が多発していた。また東北新幹線の開業を控えて高速化に対応した警報システムの要求もあって、1970年代後半から遠地の地震を早期に検知して警報を発するシステムの開発が始まった。東北新幹線開業時には、機器自体は沿線と同じものだが観測網を広げ沿岸に80kmから100km間隔で地震計を設置する海岸線検知システムを採用した。

### P波検知と規模推定の登場
一定の加速度超過を基準とする従前の方式はほぼS波（主要動）到達後の警報で、猶予時間（検知から最大加速度まで）も4秒程度に留まる。時間を伸ばして安全性向上を図るため、S波より先に届くP波（初期微動）を検知して演算処理により地震の大きさと大きな揺れの範囲を推定するシステムの開発が進められた。
茂木清夫は、「このような考えは一九七〇年代のはじめ、東大の地震研究所が紛争でたいへんな頃に、雑談している中で、伯野元彦さん（東大名誉教授）が言い出したことである」と証言していた。
1972年に伯野元彦らにより、東京を対象にした大地震「10秒前検知システム」が提案された。直後に、気象庁や防災科学技術研究所など多くの国立研究機関で研究されたが、実用化には成功しなかった。一方、当時の国鉄では高速鉄道の普及拡大に際して、新しい地震警報システムの必要性が強く認識され、明確な目標と具体的な減災イメージをもって10秒前検知システムの実用化が進められていた。それまでの地震警報は、JMA震度（気象庁震度階級）5以上の地震動が被害をもたらすことが多いという経験に基づき、JMA震度5より小さい段階で、しかし地震以外の振動で不用意に警報しないように、JMA震度4相当の加速度で警報を出そうとするものである。しかし、被害をもたらす強震動到来までの先行時間は多くなかった。先行時間を延ばそうと警報加速度を小さくすると過剰警報となるジレンマを抱え、監視加速度の周波数帯域の適切な制限や、大地震の発生地域近傍での地震検知などの工夫を重ねていた。
1983年に始まった試験運用はその成果をもとに改良を重ね、1992年には東海道新幹線全線でユレダスが本運用に至る。1996年山陽新幹線に導入、1997年にはコンパクトユレダスに対応した機器が東北新幹線・上越新幹線・長野新幹線でも採用される。コンパクトユレダスはユレダスよりも観測を高密度として更に猶予時間の短縮を図るため開発されたもので、1998年に東北新幹線・上越新幹線・長野新幹線で運用が始まった。ユレダス導入後の給電制御による運行停止区間は、従前の固定（各地震計ごとに定めた区間のみ給電停止）に加えて可変（推定される揺れの大きさに応じて毎回区間を決める）との複合方式になった。地震計から入ってくるデータを一定のサンプリング間隔で逐次リアルタイム演算するため、演算部として高負荷を処理できる高性能の産業用コンピューターを導入しユレダスの処理装置に接続していた。
これ以降も精度向上の試みは続けられる。2000年から2004年にかけて鉄道総合技術研究所と気象庁の共同研究でP波検知の新たなアルゴリズムB-Δ法を開発、2007年までに全ての新幹線の地震計はこれに対応するよう開発した早期警報用地震計に置き換えられた。併せて海岸地震計のデータに限り行っていた給電停止区間の可変方式を沿線地震計にも拡大し直下型地震の猶予時間短縮を図ったほか、複雑なシステム構成に対応するため処理装置-地震計間の通信プロトコルを専用から汎用へと変え、処理装置もコンパクトなものへと更新した。2018年からはアルゴリズムのC-Δ法への変更などにより、猶予時間の短縮と機器更新が行われた。